# Piskanja
Piskanja (en serbe cyrillique : Пискања) est un village de Serbie situé dans la municipalité de Raška, district de Raška. Au recensement de 2011, il comptait 464 habitants.

## Démographie

### Évolution historique de la population
| 1948 | 1953 | 1961 | 1971 | 1981 | 1991 | 2002 | 2011 |
| ---- | ---- | ---- | ---- | ---- | ---- | ---- | ---- |
| 544  | 627  | 738  | 623  | 588  | 567  | 486  | 464  |

|  |